# Belligné
Belligné (bretonisch: Belenieg; Gallo: Belinyaé) ist eine Ortschaft und eine Commune déléguée in der französischen Gemeinde Loireauxence mit 1.803 Einwohnern (Stand 1. Januar 2022) im Département Loire-Atlantique in der Region Pays de la Loire. Die Einwohner werden Bellignéens genannt. 
Seit dem 1. Januar 2016 ist die Gemeinde Belligné gemeinsam mit den früheren Gemeinden La Chapelle-Saint-Sauveur, La Rouxière und Varades Teil der Commune nouvelle Loireauxence. Sie gehörte zum Arrondissement Saint-Nazaire.

## Geografie
Belligné liegt etwa 35 Kilometer ostnordöstlich von Nantes im Anjou. 

## Bevölkerungsentwicklung
| Jahr                       | 1962 | 1968 | 1975 | 1982 | 1990 | 1999 | 2006 | 2013 |
| Einwohner                  | 1464 | 1418 | 1292 | 1324 | 1430 | 1453 | 1716 | 1814 |
| Quellen: Cassini und INSEE |      |      |      |      |      |      |      |      |

## Sehenswürdigkeiten
- Kirche Saint-Martin, 1904 bis 1907 erbaut
- Rathaus

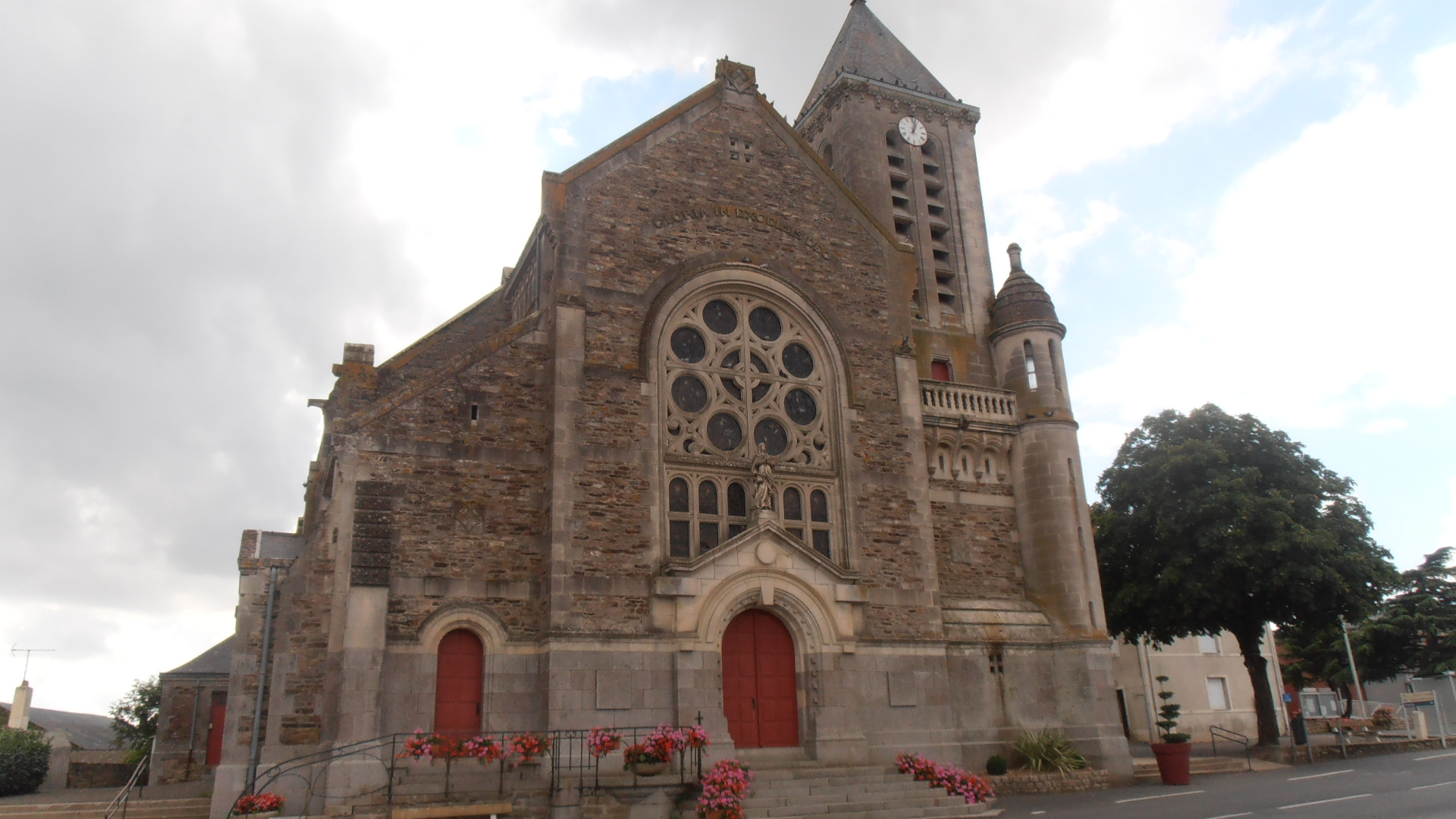
Kirche Saint-Martin
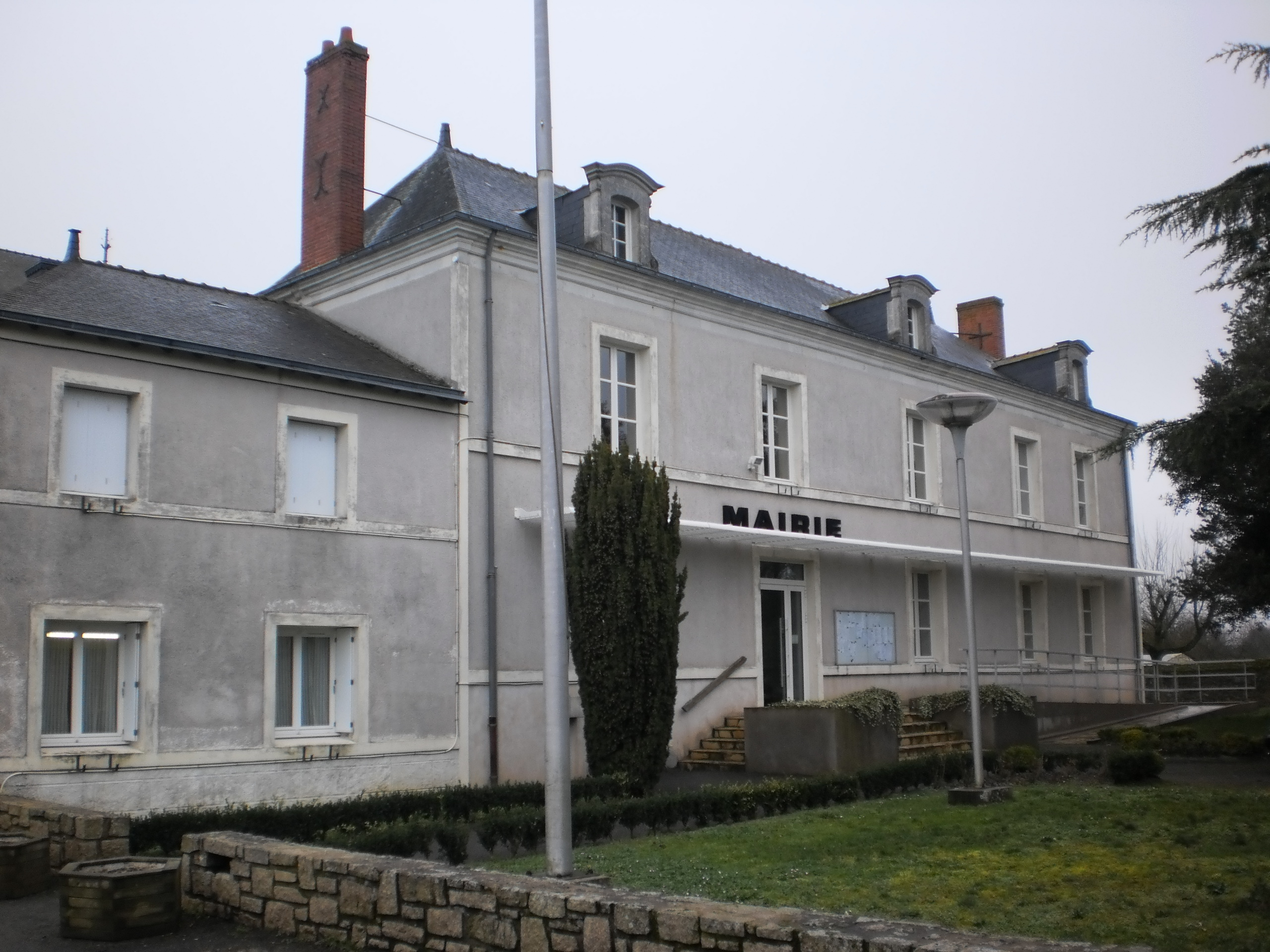
Ehemalige Mairie
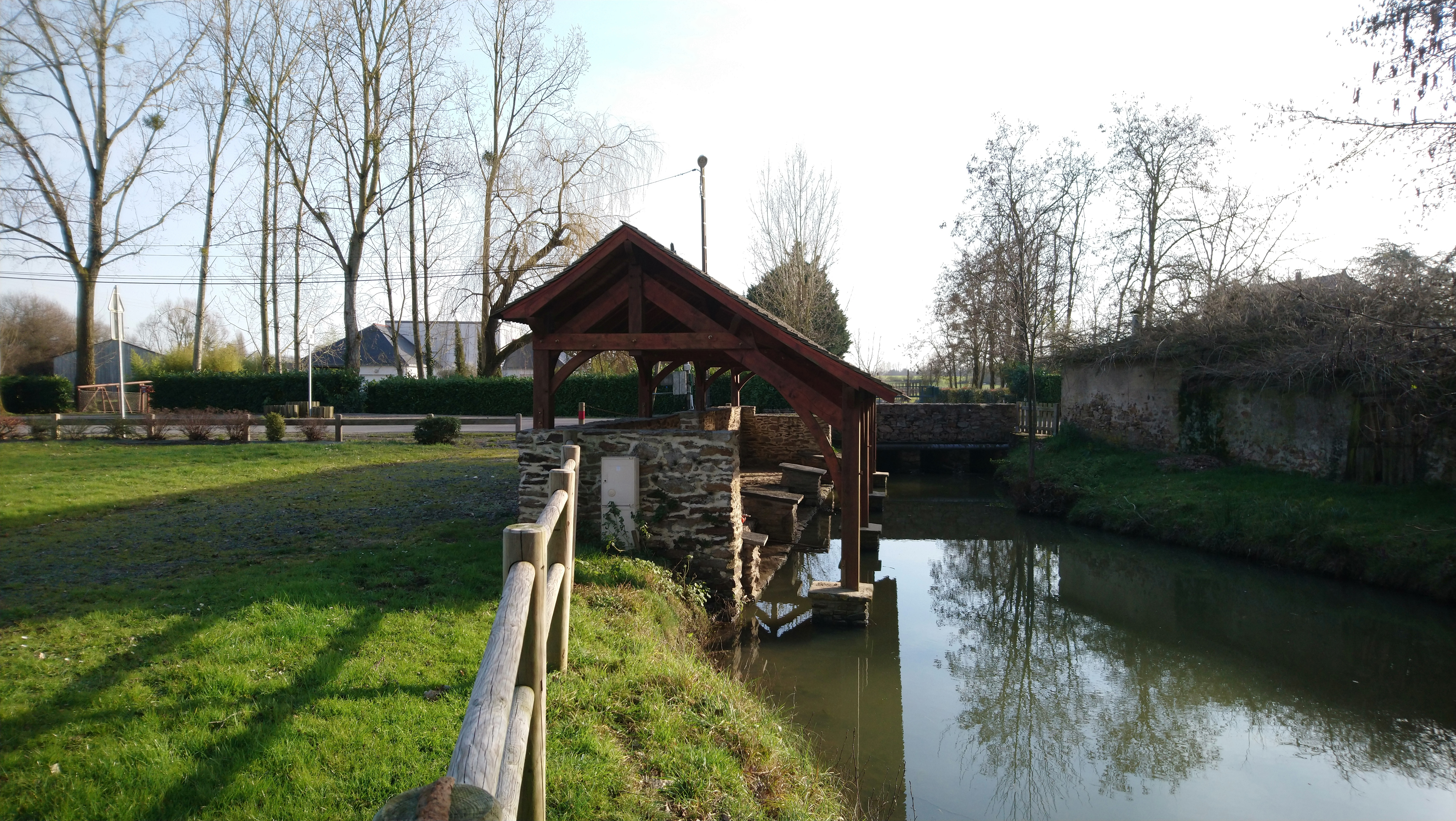
Lavoir
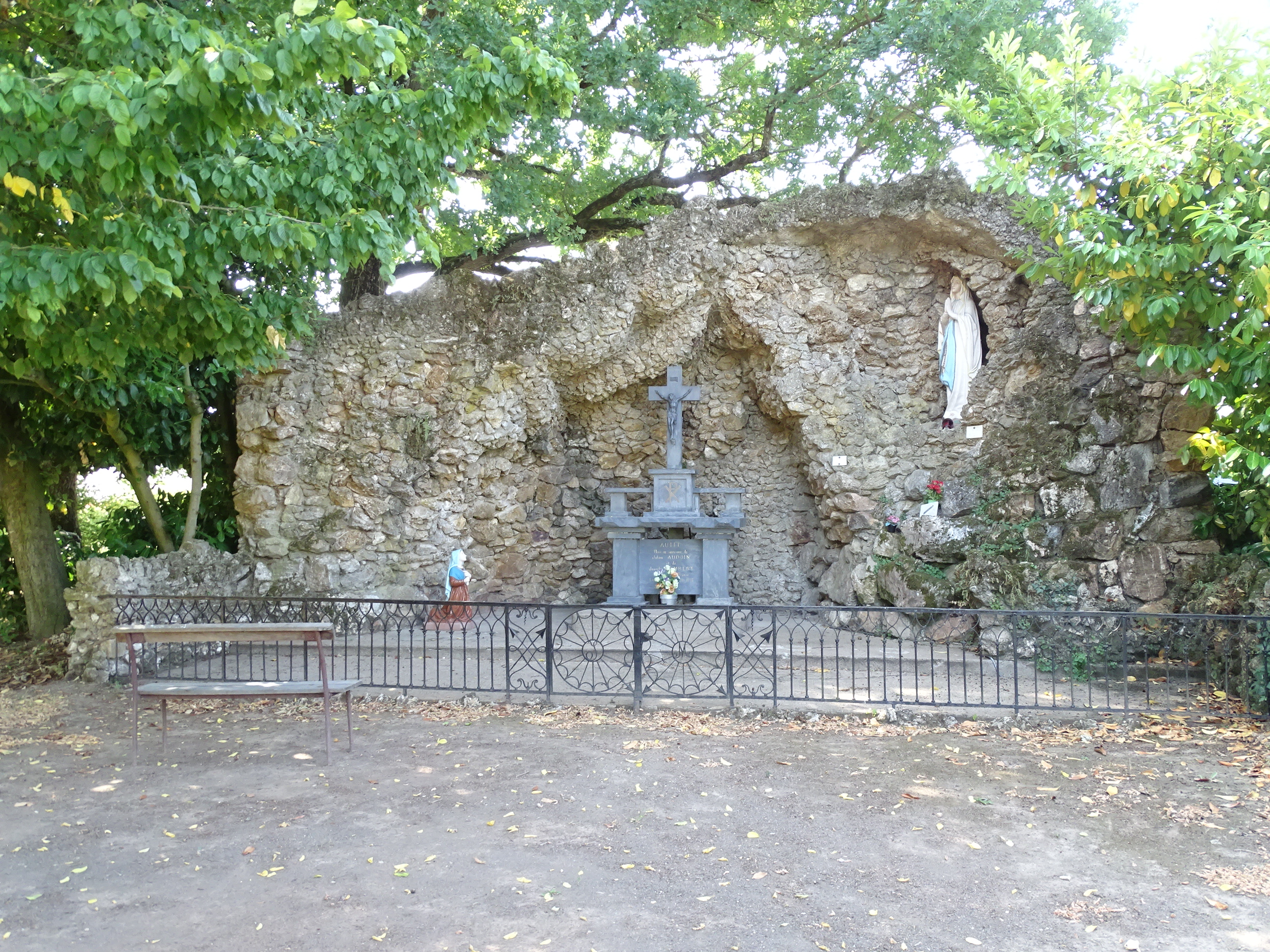
Replik einer Lourdes-Grotte

## Persönlichkeiten
- Auguste François (1857–1935), Diplomat und Fotograf, in Belligné gestorben